# Atlasov (isola)
L'isola di Atlasov (russo Остров Атласова, Ostrov Atlasova; giapponese 阿頼度島, Araido-tō), è un'isola formata da un vulcano. È la più settentrionale dell'arcipelago delle isole Curili, e il vulcano è anche il più alto dell'arcipelago. Fa parte della regione russa dell'Oblast' di Sachalin. Viene anche conosciuta con i nomi di: Ujachužač, Oyakoba e Alaid, il nome del vulcano. L'isola è disabitata.
L'isola porta il nome dell'esploratore russo del XVII secolo Vladimir Vasil'evič Atlasov, primo esploratore della vicina penisola della Kamčatka.

## Geografia
Atlasov, dalla forma circolare e composta da rocce vulcaniche, è costituita essenzialmente dal cono del vulcano Alaid (вулкан Алаид), alto 2.339 m, la cui ultima eruzione risale al 1981. L'isola si trova 20 km a nord-ovest di Paramušir, da cui è divisa dallo stretto di Alaid (пролив Алаид).

## Leggende
La sua forma quasi perfetta di cono è all'origine di molte leggende dei popoli della regione, Itelmeni e Ainu. Lo scienziato e esploratore russo Stepan Petrovič Krašeninnikov (Степан Петрович Крашенинников, 1711–1756) raccolse la leggenda che vuole che il vulcano in precedenza fosse collocato nella vicina penisola della Kamtchatka; le montagne vicine, però, gelose della sua bellezza, la sradicarono dalla penisola e la gettarono in mare, lasciando al suo posto il lago Kurile (Курильское озеро), tuttora presente nella parte meridionale della penisola. Geologicamente la leggenda ha un suo fondamento nel fatto che i bassi fondali che separano l'isola dalla Kamtchatka erano, in era glaciale, probabilmente emersi e quindi il vulcano si trovava unito alla penisola. Con lo scioglimento delle calotte il mare si innalzò formando un'isola.